# Petey Pablo
Petey Pablo, de son vrai nom Moses Mortimer Barrett III, né le 22 juillet 1973 à Greenville en Caroline du Nord, est un rappeur américain.

## Biographie
Pablo est né le 22 juillet 1973 à Greenville en Caroline du Nord,,,. Pablo fait ses premiers enregistrements professionnels en 2000 pour bon nombre de morceaux figurant sur le second album de Timbaland et Magoo, Indecent Proposal. Son premier album, Diary of a Sinner: 1st Entry, est publié en 2001, qui atteint la 13e place du Billboard 200 et est certifié disque d'or par la RIAA. Il contient les singles Raise Up, produit par Timbaland (25e au Billboard Hot 100), et I, contenant un rap de Timbaland. Il connaît un succès un peu moindre que son prédécesseur. Il est nommé pour un Grammy dans la catégorie de « meilleur album rap » mais perd face à l'album The Eminem Show d'Eminem.
L'année suivante[Quand ?], Petey apparaît sur la bande originale du film Drumline avec le titre Club Banger. En 2004, Pablo sort son deuxième album intitulé Still Writing in My Diary: 2nd Entry, sur lequel figure le tube produit par Lil Jon, Freek-a-Leek. Il est également en featuring sur le morceau Goodies de Ciara. Après la sortie de son deuxième album, Petey Pablo se retire de la musique. En 2005, Petey Pablo signe chez Death Row Records et prépare un nouvel album, Same Eyez On Me, qui ne sera jamais édité, de même que les albums Life on Death Row et Proper Procedures (Escape from tha Row). En 2007, il participe à la bande originale du film Sexy Dance.
Depuis son départ de Jive Records, Petey Pablo fonde son propre label, Carolina Music Group. Il publie une chanson en juillet 2010 intitulée Go, produite par Timbaland. En septembre 2011, Petey Pablo publie un single intitulé Get Low sur iTunes. Le 17 février 2012, Petey Pablo publie une mixtape intitulée Carolina #1 depuis sa prison sous le label Carolina Music Group. Pablo confirme travailler sur un troisième album intitulé A&R: Anticipated Recordings, sans date prévue. En 2015, il apparaît dans le deuxième épisode de la saison 2 de Empire.
Le chanson Raise Up est utiliséé lors des matchs de football américain des Tar Heels de la Caroline du Nord, les Marching Tar Heels jouent le refrain de cette chanson après un arrêt de la défense sur un troisième essai. En 2018, les Hurricanes de la Caroline  de la Ligue nationale de hockey (LNH) utilisent cette chanson comme célébration de but.

## Discographie

### Albums studio
- 2001 : Diary of a Sinner: 1st Entry
- 2004 : Still Writing in My Diary: 2nd Entry[12],[13]

### Mixtape
- 2012 : Carolina #1[11]

### Singles
- 2001 : Raise Up
- 2002 : I
- 2005 : Freek-a-Leek
- 2005 : Goodies (feat. Ciara)
- 2005 : Vibrate